# Love at First Sight
Love at First Sight е песен на австралийската певица Кайли Миноуг, издадена като третия сингъл от албума Fever. Песента е написана от Кайли Миноуг, Ричард Стенард, Джулиан Галахър, Аш Хоус и Мартин Харингтън, и продуцирана от Ричард Стенард и Джулиан Галахър. Песента е номинирана за Грами за най-добър денс запис през 2003 година.

## Формати и песни
Международен CD сингъл 1
1. Love at First Sight – 3:59
2. "Can't Get Blue Monday Out of My Head" – 4:03
3. Baby – 3:48
4. Love at First Sight (Video)

Международен CD сингъл 2
1. Love at First Sight – 3:59
2. Love at First Sight (Ruff and Jam Club Mix) – 9:31
3. Love at First Sight (The Scumfrog's Beauty and the Beast Vocal Edit) – 4:26

Австралийски CD сингъл
1. Love at First Sight – 3:59
2. "Can't Get Blue Monday Out of My Head" – 4:03
3. Baby – 3:48
4. Love at First Sight (Ruff and Jam Club Mix) – 9:31
5. Love at First Sight (Twin Masterplan Mix) – 5:55
6. Love at First Sight (The Scumfrog's Beauty and the Beast Vocal Edit) – 4:26